# George Washington (bóng chày)
Sloan Vernon "George" Washington (4 tháng 6 năm 1907-17 tháng 2 năm 1985) là một tiền vệ bóng chày chuyên nghiệp. Anh chơi toàn bộ mùa giải 1935 và một phần mùa giải 1936 trong Giải bóng chày Major League cho Chicago White Sox.
Sự nghiệp bóng chày giải đấu nhỏ của Washington kéo dài hai mươi mùa, từ năm 1931 đến 1950. Ông từng là người quản lý cầu thủ của Texarkana Bears của Big State League vào năm 1947-48. Vào 1949, khi đang chơi cho Gladewater Bears, Washington đã giành được danh hiệu batter Class-C East Texas League ở tuổi 42.